# Palača
 Ovo je glavno značenje pojma Palača. Za naselje u općini Šodolovci, Osječko-baranjska županija pogledajte Palača (Šodolovci).
Palača (latinski) je raskošna gradska rezidencija vladara feudalaca, plemića, ili danas predsjednika država, koja je dobila ime po rimskoj carskoj palači na Palatinu. Ponekad sinonim za tipološki slični dvor ili dvorac (kao Buckinghamska palača u Londonu) i velike moderne građevine (Palača Ujedinjenih naroda u New Yorku).

## Povijest
Palače su bile poznate još u drevnom Egiptu, Perziji (Perzepolis), Rimskom Carstvu (Neronova Zlatna palača, Dioklecijanova palača u Splitu i dr.).
U srednjem vijeku obično su utvrde koje su imale prije svega obrambenu ulogu te su građenu u skladu s njom. Gradili su se na uzvišenim humcima i okruženi drvenim ogradama i jarcima, zidovi su im bili i do pet metara debeli, opkopi oko dvoraca punili su se vodom kako neprijatelji ne bi mogli potkopati zidine, a okrugle kule na njihovim kutovima bile su izbočene kako bi strijelci mogli gađati u svim smjerovima. Najsvečanija je bila Velika dvorana u kojoj je vladar primao goste i održavao svečanosti.
Islamski vladari su gradili svoje palače na obroncima planina odakle su vladali gradovima u dolini (Alcazar u Segoviji). Raskošne su palače građene tako da u njima ostane ugodno svježe čak i za dugih ljetnih vrućina. Imale su i velika dvorišta s vrtovima, bazenima i fontanama (Alhambra u Granadi).
U Italiji od renesanse se razvija tip gradske palače (Palazzo) s krilima, otmjenim dvorištem, često s trijemovima i parkom (kao Palača Pitti u Firenci. Palladijeve palače i vile (npr. Vila Rotonda) su bile praktična, aktivna gospodarstva za bogate venecijanske obitelji koje su osiguravale osvježavajuća utočišta za ljeto. Upravo su ove paladijske vile poslužile kao uzor za engleske i američke ladanjske dvorce u 18. stoljeću.
Procvat palače je doba baroka, kada su apsolutni vladari u strahu od gradskih pobuna podizali raskošne palače na selu odakle su okruženi svojim dvorjanima nastavljali sigurno upravljati zemljom (npr. Versajska palača). Tada su izgrađene mnoge i danas najpoznatije palače u europski metropolama. Te su palače imale prekrasne salone za dvorska slavlja ukrašene tapiserijama, zrcalima, slikama i kipovima koji su uzdizali kraljeve pobjede, podsjećali na velika djela rimskih careva (s kojima su se poistovjećivali) ili epizode iz grčke mitologije.

## Najpoznatije palače
- Dioklecijanova palača u Splitu, (Hrvatska)
- Dvorska kapela Karla Velikog u Aachenu, Njemačka
- Zabranjeni grad u Pekingu, Kina
- Alhambra u Granadi, Španjolska
- Palača Pitti u Firenci, Italija
- Palača Uffizi u Firenzi, Italija
- Dvorac Chambord, Francuska
- Dvorac Fontainebleau, Francuska
- Louvre u Parizu, Francuska
- El Escorial kod Madrida, Španjolska
- Versajska palača u Versaillesu, Francuska
- Belvedere (Beč), (Austrija)
- Schönbrunn u Beču, (Austrija)